# Луций Анний Ларг (консул 147 года)
Луций Анний Ларг (лат. Lucius Annius Largus) — римский политический деятель середины II века.
Ларг происходил из Перузии или Лориума. Его отцом был консул-суффект 109 года Луций Анний Ларг. В 147 году Ларг занимал должность ординарного консула. Его коллегой был Гай Прастина Мессалин.